# Coppa delle Coppe 1978-1979 (pallacanestro maschile)
La Coppa delle Coppe 1978-1979 di pallacanestro maschile venne vinta, per il terzo anno consecutivo, dalla Gabetti Cantù.

## Risultati

### Primo turno
| Squadra 1         | Totale    | Squadra 2          | Andata | Ritorno |
| ----------------- | --------- | ------------------ | ------ | ------- |
| EBBC Den Bosch    | 169 - 148 | Hapoel Tel Aviv    | 83-67  | 86-81   |
| Avanti Brugge     | 208 - 127 | Etzella Ettelbruck | 110-61 | 98-66   |
| Radnički Belgrado | 207 - 176 | Tofaş Bursa        | 114-79 | 93-97   |
| Dukla Olomouc     | 146 - 140 | Vasas              | 67-57  | 79-83   |
| Helsingborg       | 187 - 142 | BMS Skovlunde      | 106-66 | 81-76   |
| Playhonka         | 176 - 187 | Śląsk Wrocław      | 98-87  | 78-100  |
| Sangalhos         | 123 - 235 | Union Vienna       | 72-97  | 51-138  |

### Ottavi di finale
| Squadra 1         | Totale    | Squadra 2       | Andata | Ritorno |
| ----------------- | --------- | --------------- | ------ | ------- |
| EBBC Den Bosch    | 179 - 152 | Avanti Brugge   | 106-67 | 73-85   |
| Radnički Belgrado | 208 - 168 | Dukla Olomouc   | 111-83 | 97-85   |
| Helsingborg       | 147 - 183 | Śląsk Wrocław   | 64-82  | 83-101  |
| Union Vienna      | 203 - 159 | Team Fiat Stars | 115-77 | 88-82   |
| ÍS                | 158 - 249 | Barcellona      | 79-125 | 79-124  |

Gabetti Cantù, Sinudyne Virtus Bologna e ASVEL Lyon-Villeurbanne qualificate automaticamente ai quarti.

### Quarti di finale

#### Gruppo A
|    | Squadra                 | G | V | P | PF  | PS  | Dif | P.ti |
| -- | ----------------------- | - | - | - | --- | --- | --- | ---- |
| 1. | Barcellona              | 6 | 5 | 1 | 566 | 520 | +46 | 11   |
| 2. | Sinudyne Virtus Bologna | 6 | 4 | 2 | 539 | 499 | +40 | 10   |
| 3. | Radnički Belgrado       | 6 | 3 | 3 | 526 | 543 | -17 | 9    |
| 4. | Union Vienna            | 6 | 0 | 6 | 473 | 542 | -69 | 6    |

#### Gruppo B
|    | Squadra                 | G | V | P | PF  | PS  | Dif  | P.ti |
| -- | ----------------------- | - | - | - | --- | --- | ---- | ---- |
| 1. | EBBC Den Bosch          | 6 | 5 | 1 | 536 | 482 | +54  | 11   |
| 2. | Gabetti Cantù           | 6 | 4 | 2 | 548 | 518 | +30  | 10   |
| 3. | ASVEL Lyon-Villeurbanne | 6 | 3 | 3 | 537 | 516 | +21  | 9    |
| 4. | Śląsk Wrocław           | 6 | 0 | 6 | 480 | 585 | -105 | 6    |

|  | Qualificate alle semifinali |
|  | Eliminata                   |

### Semifinali
| Squadra 1        | Totale    | Squadra 2      | Andata | Ritorno |
| ---------------- | --------- | -------------- | ------ | ------- |
| Barcellona       | 172 - 185 | Gabetti Cantù  | 89-84  | 83-101  |
| Sinudyne Bologna | 177 - 178 | EBBC Den Bosch | 85-73  | 92-105  |

### Finale
| Squadra 1     | Risultato | Squadra 2      |
| ------------- | --------- | -------------- |
| Gabetti Cantù | 83 - 73   | EBBC Den Bosch |

| Coppa delle Coppe 1978-1979 |
| --------------------------- |
| Gabetti Cantù 3º titolo     |

## Formazione vincitrice
| N° | Naz.                   | Ruolo | Sportivo             |  | Alt. |  |
| -- | ---------------------- | ----- | -------------------- |  | ---- |  |
| 4  | Italia (bandiera)      | A     | Denis Innocentin     |  |      |  |
| 6  | Italia (bandiera)      | G     | Carlo Recalcati      |  |      |  |
| 7  | Stati Uniti (bandiera) | AP    | Johnny Neumann       |  |      |  |
| 8  | Italia (bandiera)      | A     | Fabrizio Della Fiori |  |      |  |
| 9  | Italia (bandiera)      | C     | Renzo Tombolato      |  |      |  |
| 10 | Italia (bandiera)      | P     | Umberto Cappelletti  |  |      |  |
| 12 | Italia (bandiera)      | GA    | Antonello Riva       |  |      |  |
| 13 | Stati Uniti (bandiera) | C     | Dave Batton          |  |      |  |
| 14 | Italia (bandiera)      | P     | Pierluigi Marzorati  |  |      |  |
| 15 | Italia (bandiera)      | A     | Renzo Bariviera      |  |      |  |
|    | Italia (bandiera)      | P     | Giorgio Panzini      |  |      |  |
|    | Italia (bandiera)      | P     | Porro                |  |      |  |
|    | Italia (bandiera)      | All.  | Arnaldo Taurisano    |  |      |  |